# Heinz F. Dressel

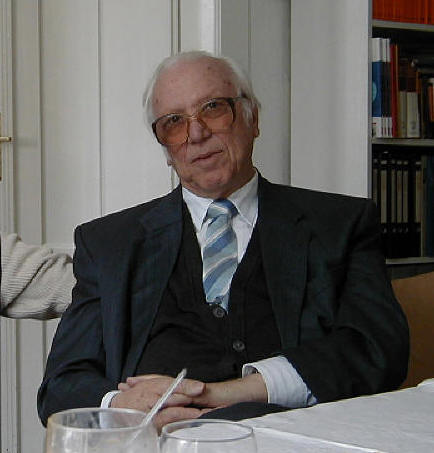
Pastor Heinz Dressel (2007)

Heinz F. Dressel (Heinz Friedrich Dressel; * 28. September 1929 in Marktredwitz, Oberfranken; † 4. August 2017 in Nürnberg) war ein deutscher lutherischer Theologe, Brasilienkenner und Menschenrechts-Experte. Zudem ist er Autor mehrerer Monographien über die politische und soziale Realität Lateinamerikas aus einer christlichen Perspektive. Er hat zahlreiche Menschen vor den Militärdiktaturen Lateinamerikas, insbesondere jenen von Brasilien, Paraguay, Chile und Argentinien gerettet.

## Leben und Leistungen
Sein Studium der Theologie betrieb Heinz Dressel zwischen 1946 und 1952 an der frisch gegründeten Augustana-Hochschule Neuendettelsau in Bayern. Von 1952 bis 1967 wirkte er als Pfarrer in mehreren evangelischen Gemeinden in dem Bundesstaat Rio Grande do Sul, Brasilien, unter anderem in der Gemeinde Dois Irmãos bei São Leopoldo im ehemaligen deutschen Siedlungsgebiet. Dabei entwickelte er immer stärker eine Verbindung seiner theologischen Tätigkeit mit sozialen Fragestellungen. Rio Grande do Sul war in den 1960er Jahren noch stark agrarisch geprägt. Das Bemühen zur Verbindung beider führte zur Gründung des Landwirtschaftszentrums Centro Rural Dr. Albert Schweitzer in Boa Vista do Herval 1966. Die Grundidee war sowohl Bildung als auch Ausbildung der Landbevölkerung auf allen nur denkbaren Gebieten, wie Landwirtschaftliche Technik, Hauswirtschaft, Hygiene und Erziehung zum Gemeinschaftsleben. Daneben war er in Bildungseinrichtungen der Evangelischen Kirche Lutherischen Bekenntnisses in Brasilien (EKLB) tätig, hielt Vorträge und Seminare auch in anderen Ländern Lateinamerikas.
1968 kehrte Heinz Dressel nach Deutschland zurück und war in der Gethsemanegemeinde in Frankfurt am Main tätig.
Er leitete das Ökumenische Studienwerk in Bochum von 1972 bis 1992 und holte nicht nur zahlreiche junge Menschen aus der sogenannten Dritten Welt zum Studium nach Deutschland. Er ermöglichte auch Studenten und politisch tätigen Menschen aus den lateinamerikanischen Diktaturen, aus Afrika und der Karibik in den 1970er und 1980er Jahren unabhängig ihrer politischen Überzeugungen, ihres Glaubens oder ihrer Nationalität die Flucht nach Deutschland, um sie vor Folter und Tod zu retten. Dadurch konnten diese Menschen einerseits an deutschen Universitäten ihr Studium fortsetzen, und andererseits wurde ihnen auch die weitere Arbeit in der Solidarität mit ihren Heimatländern und für die Demokratisierung dieser Länder ermöglicht.
Ab 1992 lebte Pfarrer Heinz Dressel in Nürnberg im Ruhestand. Er widmete sich mit zahlreichen Veröffentlichungen und Reisen den Menschenrechten in Lateinamerika und Afrika.
Heinz Dressel starb im August 2017 im Alter von 87 Jahren in Nürnberg.

## Ehrungen
- Am 7. August 2007 ehrten Argentinien und Chile sein Engagement für die Menschenrechte in ihren Ländern in einer gemeinsamen Zeremonie im Palacio San Martín in Buenos Aires, Argentinien. Der argentinische Außenminister Jorge Taiana überreichte Dressel den Orden de Mayo. Vom chilenischen Botschafter in Argentinien, Luís Maira Aguirre, wurde ihm der nach dem chilenischen Unabhängigkeitskämpfer Bernardo O’Higgins benannte Orden verliehen.
- 2008 zeichnete Präsident Luiz Inácio Lula da Silva im Palácio Itamaraty in Brasília Pastor Heinz Dressel mit dem Orden Ordem de Rio Branco aus.

## Schriften
- Verfolgt um der Gerechtigkeit willen. Der Konflikt zwischen Staat und Kirche in Lateinamerika. Freimund Verlag, Neuendettelsau 1979.
- Brasilien von Getulio bis Itamar. Vier Jahrzehnte erlebter Geschichte Edition-Latein-Amerika, Berlin 1995
- Kirche und Flüchtlinge. Das Flüchtlingsprogramm des ÖSW Bochum. Zur Geschichte des Ökumenischen Studienwerks e.V. FDL Verlag, Augsburg 1996.
- Human Rights in Africa. Nürnberg, 1997.
- 15 Jahre Landpfarrer in Rio Grande do Sul, Brasilien FDL Verlag Augsburg 1998
- Spanisch-Amerika. Bildungsförderung Zwischen Reformation und Revolution Nürnberg 1999.
- Brasilien. Ein schwieriges Erbe. 500 Jahre Ungerechtigkeit. Die Entdeckten, unfreiwillige Entdecker und Landlose im neu entdeckten Land. Nürnberg, 2000
- Brasilien. 500 X Entdecker und Entdeckte FDL Verlag Augsburg 2002
- Reflexoes em Reflejos Nürnberg 2004.
- Fe e Cidadania Editora Unijui. Ujui, Brasil, 2006.